# TNT (Russland)
TNT (kyrillisch ТНТ; Твоё Новое Телевидение Twojo Nowoe Telewidenije, deutsch ‚Dein neues Fernsehen‘) ist ein de facto staatlicher Fernsehsender in Russland. Er gehört zu den fünf populärsten Fernsehsendern in Russland und ist der Flaggschiffsender der Gazprom-Media Holding. Seit 2016 leitet Artur Janibekyan (Chef von Gazprom-Media Entertainment TV) den Sender.

## Geschichte
TNT wurde 1998 innerhalb Wladimir Gussinskis Gruppe Media-Most als Kanal für eine jüngere Zielgruppe gegründet. TNT ist in Moskau beheimatet und gehört zur Mediengruppe Gazprom-Media innerhalb des russischen Erdgaskonzerns Gazprom.
In November 2020 debütierte TNT in Großbritannien auf dem Freeview Kanal 271 im Line-Up Internationaler TV-Stationen des Anbieters Channelbox.
Bei den landesweiten Zuschaueranteilen lag 2013 TNT mit nur 7 % auf Platz vier hinter Perwy kanal, Rossija 1 und NTW.

## Programm
TNT sendet ein Vollprogramm mit Schwerpunkt auf Unterhaltungsprogramme wie Comedy, Daily Soaps und Reality-Shows. Seit Dezember 2008 hat TNT ein Vollprogramm.

## Verbreitung
Der Kanal überträgt sein Programm mittels vier Satelliten und wird von 27 TV-Stationen in vier Zeitzonen rebroadcasted. Das Signal wird von lokalen Sendern in fast allen größeren russischen Städten ausgestrahlt und ist in über 5900 Gemeinden der Russischen Föderation zu empfangen.